# Taji District
Taji District är ett distrikt i Irak.   Det ligger i provinsen Bagdad, i den centrala delen av landet, 24 km nordväst om huvudstaden Bagdad.